# Chāl Betān
Chāl Betān (persiska: چَلبَتَن, چال بتان) är en ort i Iran.   Den ligger i provinsen Chahar Mahal och Bakhtiari, i den centrala delen av landet, 500 km söder om huvudstaden Teheran. Chāl Betān ligger 1 564 meter över havet och antalet invånare är 354.
Terrängen runt Chāl Betān är varierad. Chāl Betān ligger nere i en dal.Runt Chāl Betān är det ganska glesbefolkat, med 38 invånare per kvadratkilometer. Närmaste större samhälle är Lordegān, 2,5 km öster om Chāl Betān. Omgivningarna runt Chāl Betān är i huvudsak ett öppet busklandskap.